# Fairey Flycatcher
Fairey Flycatcher là một loại máy bay tiêm kích hai tầng cánh trên tàu sân bay của Anh, do hãng Fairey Aviation thiết kế chế tạo, phục vụ trong giai đoạn 1923-1934.

## Biến thể

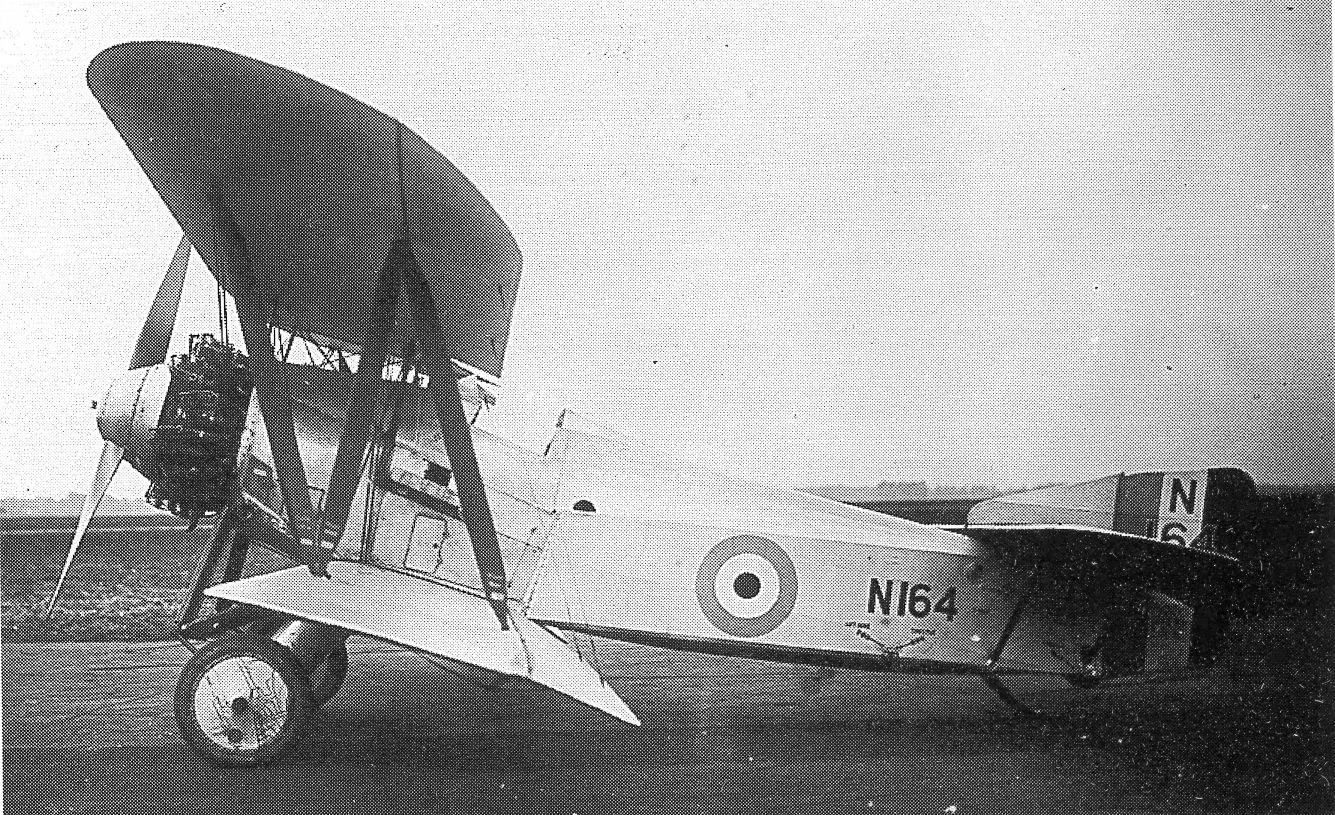
Flycatcher I mẫu thử thứ hai

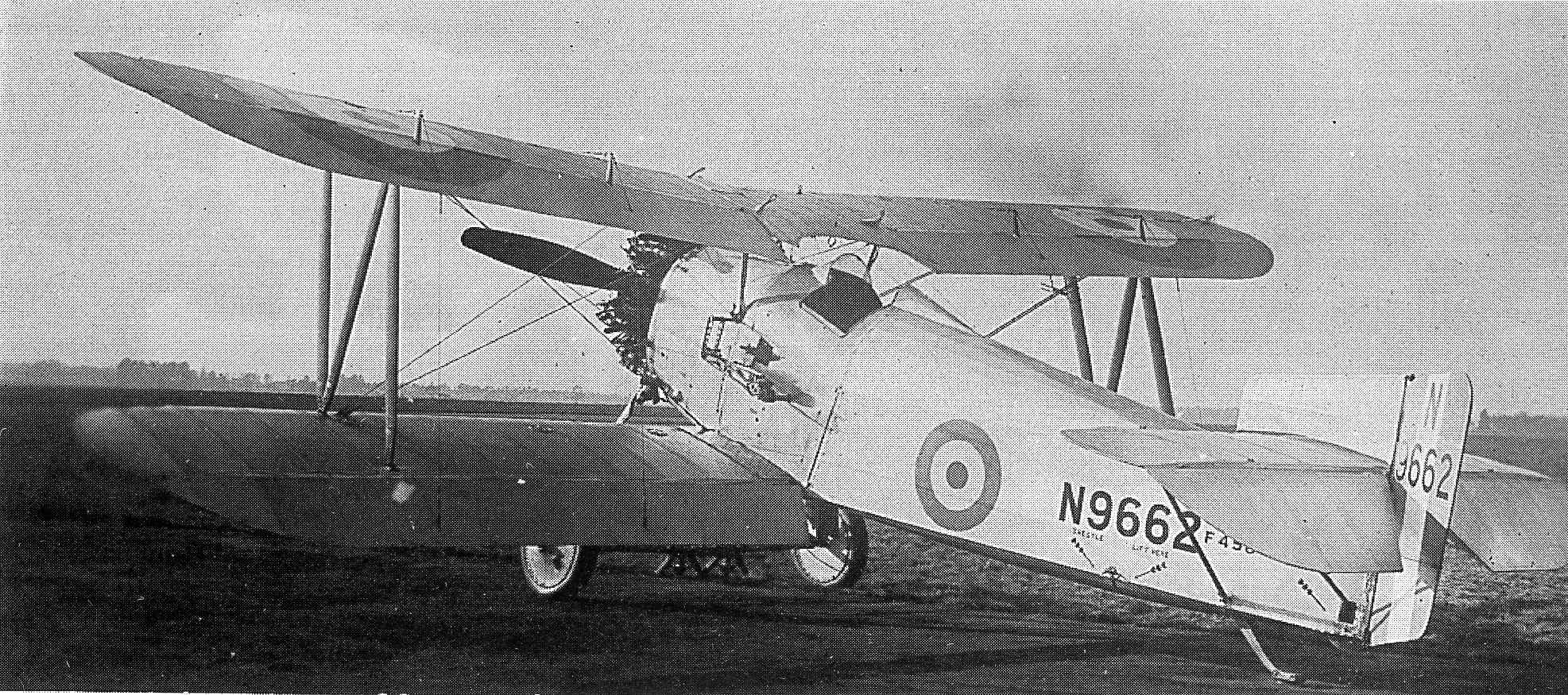
Flycatcher I bản sản xuất

Flycatcher Mk I
Flycatcher Mk II

## Quốc gia sử dụng
Anh Quốc
- Không quân Hoàng gia
  - Không quân Hải quân Hoàng gia

## Tính năng kỹ chiến thuật (Flycatcher I)
Dữ liệu lấy từ The British Fighter since 1912
Đặc điểm tổng quát
- Kíp lái: 1
- Chiều dài: 23 ft 0 in (7,01 m)
- Sải cánh: 29 ft 0 in (8,84 m)
- Chiều cao: 12 ft 0 in (3,66 m)
- Diện tích cánh: 288 ft² (26,8 m²)
- Trọng lượng rỗng: 2.038 lb (926 kg)
- Trọng lượng có tải: 3.028 lb (1.377 kg) (3.531 lb (1.605 kg) với phao đi kèm)
- Động cơ: 1 × Armstrong Siddeley Jaguar IV, 400 hp (298 kW)

 Hiệu suất bay 
- Vận tốc cực đại: 133 mph (116 kn, 214 km/h) trên mực nước biển
- Tầm bay: 310 mi (270 nmi, 499 km)
- Trần bay: 19.000 ft (5.790 m)
- Vận tốc lên cao: 1090 ft/phút [2] (5,53 m/s)
- Tải trên cánh: 10,5 lb/ft² (51,4 kg/m²)
- Công suất/trọng lượng: 0,132 hp/lb (216 W/kg)
- Leo lên độ cao 10.000 ft (3.050 m): 9 phút 29 giây[2]

Trang bị vũ khí

- Súng: 2 × Súng máy Vickers
- Bom: 4 × quả bom 20 lb (9,1 kg)[2]